# Walckenaeria pyrenaea
Walckenaeria pyrenaea là một loài nhện trong họ Linyphiidae.
Loài này thuộc chi Walckenaeria. Walckenaeria pyrenaea được J. Denis miêu tả năm 1952.